# Шакопи
Шакопи (англ. Shakopee) — город в округе Скотт, штат Миннесота, США. На площади 73,7 км² (69,9 км² — суша, 3,8 км² — вода), согласно переписи 2006 года, проживают 33 460 человек. Плотность населения составляет 478,7 чел./км².
- Телефонный код города — 952
- Почтовый индекс — 55379
- FIPS-код города — 27-59350[1]
- GNIS-идентификатор — 0651898[2]